# 올림픽 러시아 선수단
올림픽 러시아 선수단은 러시아를 대표하여 올림픽에 참가하는 선수단이다. 올림픽에 많이 참가하였지만, 역사적으로 여러 가지 이름으로 참가하였다. 1900년, 1908년, 1912년에는 러시아 제국이 참가하였다. 1917년의 러시아 혁명으로 러시아 제국이 멸망했고 1922년 소비에트 연방이 탄생했다. 소비에트 연방은 1952년 하계 올림픽에 참가하면서 1912년 대회 이후로 40년 만에 올림픽에 복귀하였다. 1991년 소비에트 연방이 붕괴된 후 독립 국가 연합이라는 이름으로 1992년 하계 올림픽에 참가하였고, 러시아는 1994년 동계 올림픽부터 올림픽에 참가하고 있다.
러시아 올림픽 위원회는 1991년에 만들어져 1993년에 공인되었다. 소비에트 연방 시절 1980년 하계 올림픽을 모스크바에서 개최하였고, 러시아로 국명이 바뀐 이후에는 2014년 동계 올림픽을 소치에서 개최하였다.
러시아 선수단은 1992년 이래 하계 올림픽에서 425개의 메달을 획득하였고, 1994년 이래 동계 올림픽에서 121개의 메달을 획득하였다. 이들 대회의 총메달수 546개는 미국 선수단과 중화인민공화국 선수단에 이어 3위를 기록하고 있다.
2017년 국가 차원에서 선수들에게 도핑을 투여했다는 파문이 일면서 국제올림픽위원회 측이 올림픽 대회 참가를 금지시켰다. 이에 2018년 동계 올림픽에서는 '러시아 출신 올림픽 선수단' (OAR)이란 이름하에 러시아 선수들의 출전이 허가되었다. 2020년 하계 올림픽과 2022년 동계 올림픽에서도 러시아 올림픽 위원회 소속이라는 의미에서 '러시아 올림픽 위원회 선수단' (ROC)으로 참가하게 되었다.
그러나 2022년 러시아의 우크라이나 침공 사태로 국제올림픽위원회에서 '러시아'로서 대표 출전도 금지시키면서 2024년 하계 올림픽부터 러시아 선수들은 벨라루스 선수들과 함께 '개인 중립 선수' 명의로 참가하게 되었다.

## 유치 대회
러시아는 현재까지 두 차례의 올림픽 대회를 유치하였다. 소련 시절이던 1980년 하계 올림픽을 러시아 소비에트 연방 사회주의 공화국의 모스크바에서 개최하였으며, 소련 붕괴 이후 2014년 동계 올림픽을 소치에서 개최하였다.
| 대회               | 개최도시                                      | 기간             | 참가국 | 참가선수 | 종목수  |
| ------------------ | --------------------------------------------- | ---------------- | ------ | -------- | ------- |
| 1980년 하계 올림픽 | 러시아 소비에트 연방 사회주의 공화국 모스크바 | 7월 19일~8월 3일 | 80개국 | 5,179명  | 203종목 |
| 2014년 동계 올림픽 | 크라스노다르 변경주 소치                      | 2월 7일~23일     | 88개국 | 2,873명  | 98종목  |

## 메달 획득 개수
| 대회                  | 선수                              | 금메달                            | 은메달                            | 동메달                            | 총합                              | 순위                              |
| --------------------- | --------------------------------- | --------------------------------- | --------------------------------- | --------------------------------- | --------------------------------- | --------------------------------- |
| 1900년~1912년         | 러시아 제국 (RU1)으로 참가        | 러시아 제국 (RU1)으로 참가        | 러시아 제국 (RU1)으로 참가        | 러시아 제국 (RU1)으로 참가        | 러시아 제국 (RU1)으로 참가        | 러시아 제국 (RU1)으로 참가        |
| 1920년~1948년         | 불참                              | 불참                              | 불참                              | 불참                              | 불참                              | 불참                              |
| 1952년~1988년         | 소련 (URS)으로 참가               | 소련 (URS)으로 참가               | 소련 (URS)으로 참가               | 소련 (URS)으로 참가               | 소련 (URS)으로 참가               | 소련 (URS)으로 참가               |
| 1992년 바르셀로나     | 연합 (EUN)으로 참가               | 연합 (EUN)으로 참가               | 연합 (EUN)으로 참가               | 연합 (EUN)으로 참가               | 연합 (EUN)으로 참가               | 연합 (EUN)으로 참가               |
| 1996년 애틀랜타       | 390                               | 26                                | 21                                | 16                                | 63                                | 2                                 |
| 2000년 시드니         | 435                               | 32                                | 28                                | 29                                | 89                                | 2                                 |
| 2004년 아테네         | 446                               | 28                                | 26                                | 36                                | 90                                | 3                                 |
| 2008년 베이징         | 455                               | 24                                | 13                                | 23                                | 60                                | 3                                 |
| 2012년 런던           | 436                               | 18                                | 21                                | 26                                | 65                                | 4                                 |
| 2016년 리우데자네이루 | 282                               | 19                                | 17                                | 20                                | 56                                | 4                                 |
| 2020년 도쿄1          | 러시아 올림픽 위원회 (ROC)로 참가 | 러시아 올림픽 위원회 (ROC)로 참가 | 러시아 올림픽 위원회 (ROC)로 참가 | 러시아 올림픽 위원회 (ROC)로 참가 | 러시아 올림픽 위원회 (ROC)로 참가 | 러시아 올림픽 위원회 (ROC)로 참가 |
| 2024년 파리           | 개인 중립 (AIN)로 참가            | 개인 중립 (AIN)로 참가            | 개인 중립 (AIN)로 참가            | 개인 중립 (AIN)로 참가            | 개인 중립 (AIN)로 참가            | 개인 중립 (AIN)로 참가            |
| 2028년 로스앤젤레스   | 개최 예정                         |                                   |                                   |                                   |                                   |                                   |
| 2032년 브리즈번       | 개최 예정                         |                                   |                                   |                                   |                                   |                                   |
| 총합                  | 총합                              | 147                               | 126                               | 150                               | 423                               | 13                                |

| 대회                         | 선수                              | 금메달                            | 은메달                            | 동메달                            | 총합                              | 순위                              |
| ---------------------------- | --------------------------------- | --------------------------------- | --------------------------------- | --------------------------------- | --------------------------------- | --------------------------------- |
| 1924년~1952년                | 불참                              | 불참                              | 불참                              | 불참                              | 불참                              | 불참                              |
| 1956년~1988년                | 소련 (URS)으로 참가               | 소련 (URS)으로 참가               | 소련 (URS)으로 참가               | 소련 (URS)으로 참가               | 소련 (URS)으로 참가               | 소련 (URS)으로 참가               |
| 1992년 알베르빌              | 연합 (EUN)으로 참가               | 연합 (EUN)으로 참가               | 연합 (EUN)으로 참가               | 연합 (EUN)으로 참가               | 연합 (EUN)으로 참가               | 연합 (EUN)으로 참가               |
| 1994년 릴레함메르            | 113                               | 11                                | 8                                 | 4                                 | 23                                | 1                                 |
| 1998년 나가노                | 122                               | 9                                 | 6                                 | 3                                 | 18                                | 3                                 |
| 2002년 솔트레이크시티        | 151                               | 5                                 | 4                                 | 4                                 | 13                                | 5                                 |
| 2006년 토리노                | 190                               | 8                                 | 6                                 | 8                                 | 22                                | 4                                 |
| 2010년 밴쿠버                | 177                               | 3                                 | 5                                 | 7                                 | 15                                | 11                                |
| 2014년 소치                  | 232                               | 11                                | 10                                | 9                                 | 30                                | 1                                 |
| 2018년 평창1                 | 러시아 출신 (OAR)으로 참가        | 러시아 출신 (OAR)으로 참가        | 러시아 출신 (OAR)으로 참가        | 러시아 출신 (OAR)으로 참가        | 러시아 출신 (OAR)으로 참가        | 러시아 출신 (OAR)으로 참가        |
| 2022년 베이징1               | 러시아 올림픽 위원회 (ROC)로 참가 | 러시아 올림픽 위원회 (ROC)로 참가 | 러시아 올림픽 위원회 (ROC)로 참가 | 러시아 올림픽 위원회 (ROC)로 참가 | 러시아 올림픽 위원회 (ROC)로 참가 | 러시아 올림픽 위원회 (ROC)로 참가 |
| 2026년 밀라노-코르티나담페초 | 개최 예정                         | 개최 예정                         | 개최 예정                         | 개최 예정                         | 개최 예정                         | 개최 예정                         |
| 총합                         | 총합                              | 47                                | 39                                | 35                                | 121                               | 10                                |

주
- 1: 국가 차원의 도핑 투여로 참가 금지.

| 종목         | 금  | 은  | 동  | 합계 |
| ------------ | --- | --- | --- | ---- |
| 레슬링       | 31  | 11  | 14  | 56   |
| 체조         | 22  | 21  | 21  | 64   |
| 육상         | 18  | 21  | 19  | 58   |
| 펜싱         | 13  | 5   | 8   | 26   |
| 복싱         | 10  | 5   | 15  | 30   |
| 싱크로나이즈 | 10  | 0   | 0   | 10   |
| 사격         | 7   | 13  | 11  | 31   |
| 수영         | 5   | 9   | 9   | 23   |
| 사이클       | 5   | 5   | 9   | 19   |
| 유도         | 5   | 4   | 7   | 16   |
| 다이빙       | 4   | 8   | 6   | 18   |
| 역도         | 4   | 7   | 6   | 17   |
| 근대5종      | 4   | 1   | 0   | 5    |
| 테니스       | 3   | 3   | 2   | 8    |
| 카누         | 2   | 4   | 7   | 13   |
| 핸드볼       | 2   | 1   | 1   | 4    |
| 배구         | 1   | 3   | 2   | 6    |
| 조정         | 1   | 0   | 2   | 3    |
| 태권도       | 0   | 2   | 2   | 4    |
| 수구         | 0   | 1   | 3   | 4    |
| 요트         | 0   | 1   | 1   | 2    |
| 양궁         | 0   | 1   | 1   | 2    |
| 농구         | 0   | 0   | 3   | 3    |
| 배드민턴     | 0   | 0   | 1   | 1    |
| 합계 (24개)  | 147 | 126 | 150 | 423  |

| 종목           | 금 | 은 | 동 | 합계 |
| -------------- | -- | -- | -- | ---- |
| 크로스컨트리   | 14 | 10 | 9  | 33   |
| 피겨스케이팅   | 14 | 9  | 3  | 26   |
| 바이애슬론     | 10 | 5  | 8  | 23   |
| 스피드스케이팅 | 3  | 5  | 5  | 13   |
| 쇼트트랙       | 3  | 1  | 1  | 5    |
| 스노보드       | 2  | 2  | 1  | 5    |
| 스켈레톤       | 1  | 0  | 2  | 3    |
| 루지           | 0  | 3  | 0  | 3    |
| 프리스타일     | 0  | 1  | 3  | 4    |
| 봅슬레이       | 0  | 1  | 1  | 2    |
| 아이스하키     | 0  | 1  | 1  | 2    |
| 알파인스키     | 0  | 1  | 0  | 1    |
| 노르딕복합     | 0  | 0  | 1  | 1    |
| 합계 (13개)    | 47 | 39 | 35 | 121  |

## 같이 보기
- 분류:러시아의 올림픽 참가 선수